# Cave (sång)
Cave är en låt som är gjord av det engelska rockbandet Muse. Låten finns med på bandets första album Showbiz och den släpptes som singel 1999. 
Muse gjorde i samband med inspelningen av studioalbumet The Resistance (2009) en inofficiell jazzversion av Cave. Den senaste versionen har spelats vid ett flertal tillfällen under bandets Europaturné under slutet av 2009 och början av 2010.